# Juan Gallardo (músico)
Juan Gallardo Vera (Valle de Arán, Lérida, España, 17 de mayo de 1956) es un cantante y músico español conocido por ser el vocalista principal de la banda española de heavy metal Ángeles del Infierno.

## Carrera musical

### Inicios: grupos anteriores a Ángeles
En 1980, Gallardo se inició como músico casual, tocando en bandas como Acero y X, donde además cantaba. Al último, Juan decidió ser solamente vocalista.

### Ángeles del Infierno
A principios de la década de 1980, Gallardo se unió a la banda de forma casual, pues mientras paseaba en las calles de Guipúzcoa, este escuchó a una banda en un local que le fue de su agrado; eran los Ángeles del Infierno.
Al tocar en un festival donde fueron teloneros de bandas como AC/DC, Mötorhead y Saxon, se llevaron los aplausos y el reconocimiento de la audiencia. Tanto fue el impacto de aquel concierto que el grupo firmó contrato con el sello WEA y así la agrupación comenzó una gran carrera musical de éxitos con los discos Pacto con el diablo, Diabolicca, Joven para morir, 666, A cara o cruz y Todos somos ángeles, publicados entre 1984 y 2003. Gallardo ha cantado en todos los discos de la banda.

## Influencias musicales
Según la página oficial de Ángeles del Infierno, Gallardo ha tenido como mayor influencia a Phil Collins, puesto a que en sus inicios Juan tocaba la batería y cantaba. En cuanto a vocales, admira a cantantes de talla internacional como Ian Gillan, Robert Plant, Bon Scott, Rob Halford y Bruce Dickinson.

## Colaboraciones
En 2000, Gallardo participó con el grupo español Mägo de Oz en las grabaciones del álbum Finisterra publicado en 2000, grabando los coros en el tema «Astaroth» y cantando una parte del tema «Finisterra».

## Discografía

### Ángeles del Infierno
- 1984: Pacto con el diablo
- 1985: Diabolicca
- 1986: Instinto animal
- 1986: Joven para morir
- 1987: Lo mejor de Ángeles del Infierno
- 1988: 666
- 1993: A cara o cruz
- 2002: Discografía 1984-1993
- 2003: Todos somos ángeles
- 2007: 20 años de rock & roll en la carretera

### Colaboraciones
- Mägo de Oz — 2000: Finisterra (voz en «Finisterra»)